# 津輕鐵道

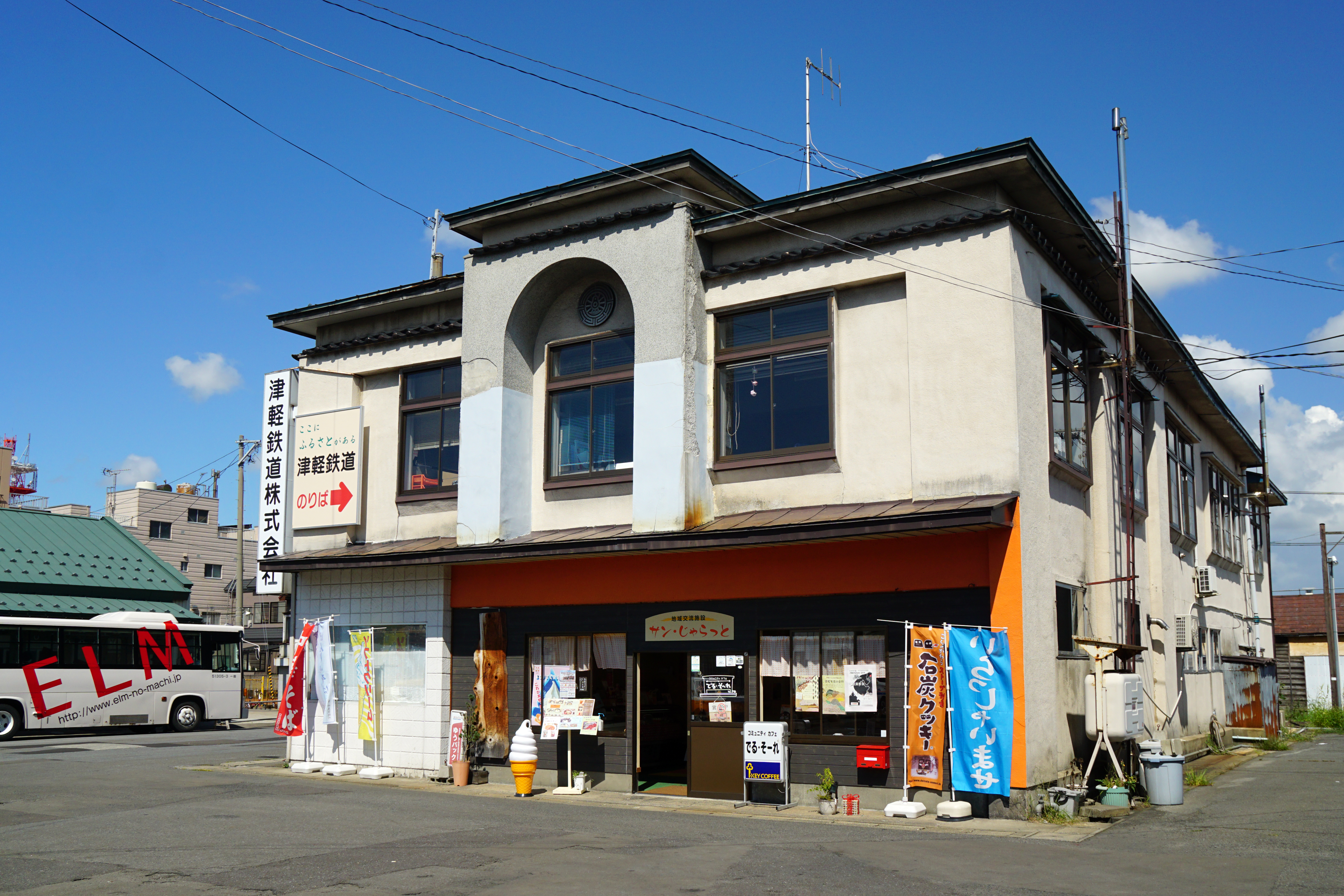
日本青森县津轻铁道总公司正面

津輕鐵道股份有限公司（日语：／ Tsugaru Tetsudō */?），簡稱津輕鐵道或津鐵，是日本青森縣的一家鐵路公司，總部位於五所川原市，股東是當地農協和沿線民眾。津輕鐵道的主要業務是經營全長20.7公里的津輕鐵道線，另為增收還經營有食品加工等副業。在1934年至1955年還經營有公車業務。五所川原市的計程車公司「津鐵觀光」原為津輕鐵道的子公司，但已解除其資本關係。津鐵觀光總公司過去設在津輕鐵道總部建築屋，但於2007年12月轉讓並與市內「相互Taxi」合併成立之新公司「五所川原交通」。

## 歴史
由於經營川部站－五所川原站的陸奧鐵道（現JR五能線）被國家收購，收購額為成立時之兩倍資金，陸奧鐵道的股東們便計畫運用其資金建設津輕地區所欠缺之五所川原－中里之間的鐵路交通，遂成立了津輕鐵道。雖然於1930年7月開通了五所川原 - 中里間，卻由於受到昭和金融恐慌影響而成效不彰。於是為了擴展公共汽車業而在1934年開始收購金木自動車合資會社的路線，並持續收購周邊公車路線擴展營業範圍。很快的，隨著戰時體制影響而與持續兼併其他交通業者，幾乎擁有了整個西北津輕郡的公車路線，1943年度的收入有4成為公共汽車事業所貢獻，不过战后津輕鐵道的公車事业讓渡給弘南巴士。
- 1928年（昭和3年）2月24日 - 設立[5]。
- 1930年（昭和5年）7月15日 - 五所川原（現在的津輕五所川原） - 金木之間通車。
- 1930年（昭和5年）11月13日 - 五所川原 - 中里（現在的津輕中里）之間全線通車。
- 1934年（昭和9年）10月6日 - 收購金木自動車合資會社[6]擁有之路線（金木-中里間），開始營運公車事業。
- 1936年（昭和11年）4月 - 收購澀谷文男經營之陸奥自動車商會[7][8]
- 1955年（昭和30年） - 公車事業讓渡給弘南巴士。

## 特別列車
- 暖爐列車 期間12月1日 - 3月31日
  - 為維持暖爐列車營運，於2007年12月1日開始加收「暖爐列車料金」。其後在基本車資以外需加收500日圓円暖爐列車費用[9][10]。另外針對一般乘客加掛無需額外收費的柴油引擎車廂。
  - 1999年開始，毎年8月五所川原立佞武多時期也運行「盛夏的暖爐列車」。
- 蘆野公園櫻花祭 期間4月29日 - 5月5日
- 風鈴列車 期間7月1日 - 8月31日
- 鈴蟲列車 期間9月1日 - 10月中旬
- 除此之外也偶有期間限定活動列車運行。

## 路線
| 中文線名   | 日文線名 | 起點         | 終點     | 距離（公里） |
| ---------- | -------- | ------------ | -------- | ------------ |
| 津輕鐵道線 |          | 津輕五所川原 | 津輕中里 | 20.7         |

## 车辆

### 使用中车辆

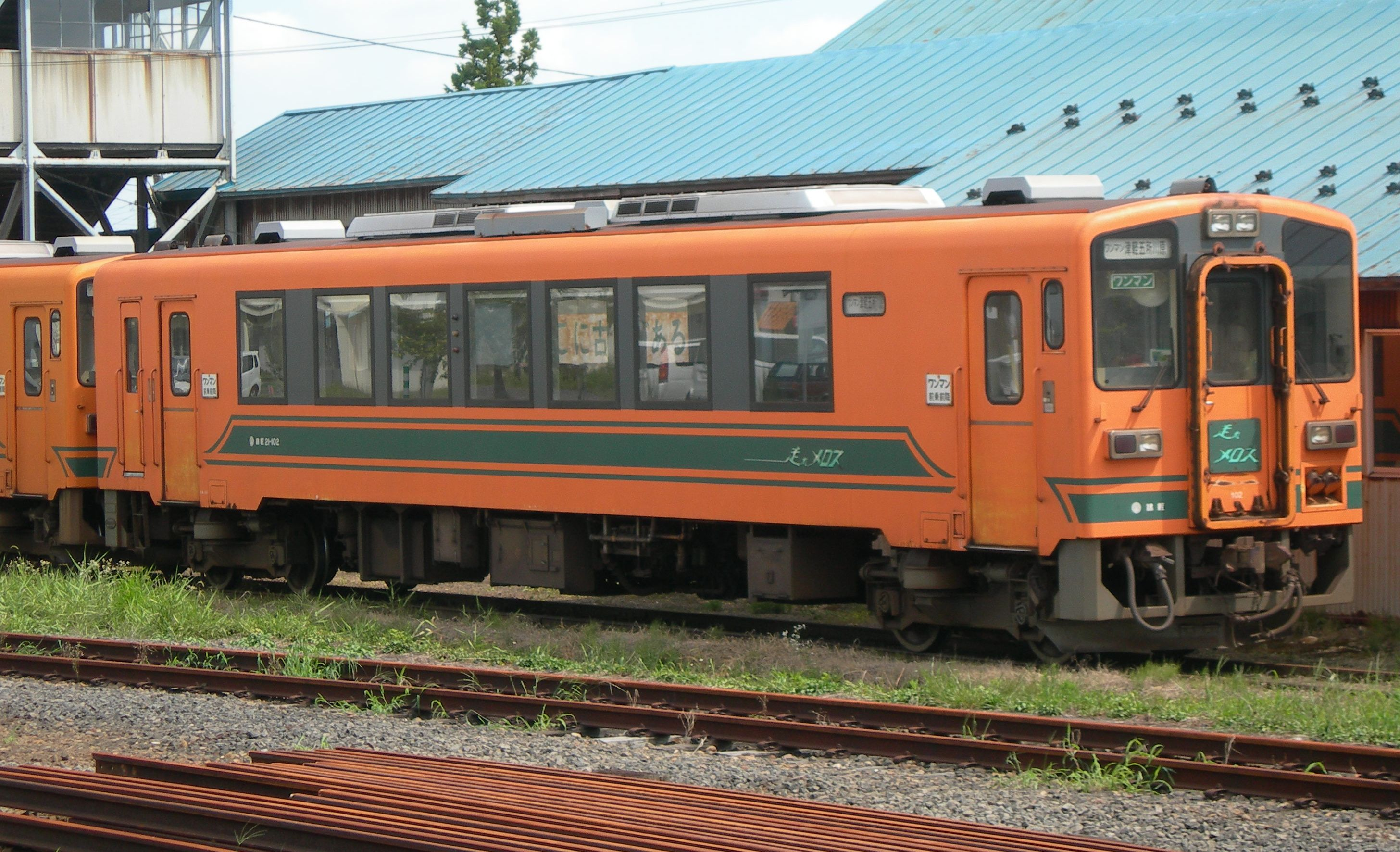
津轻21型柴聯車
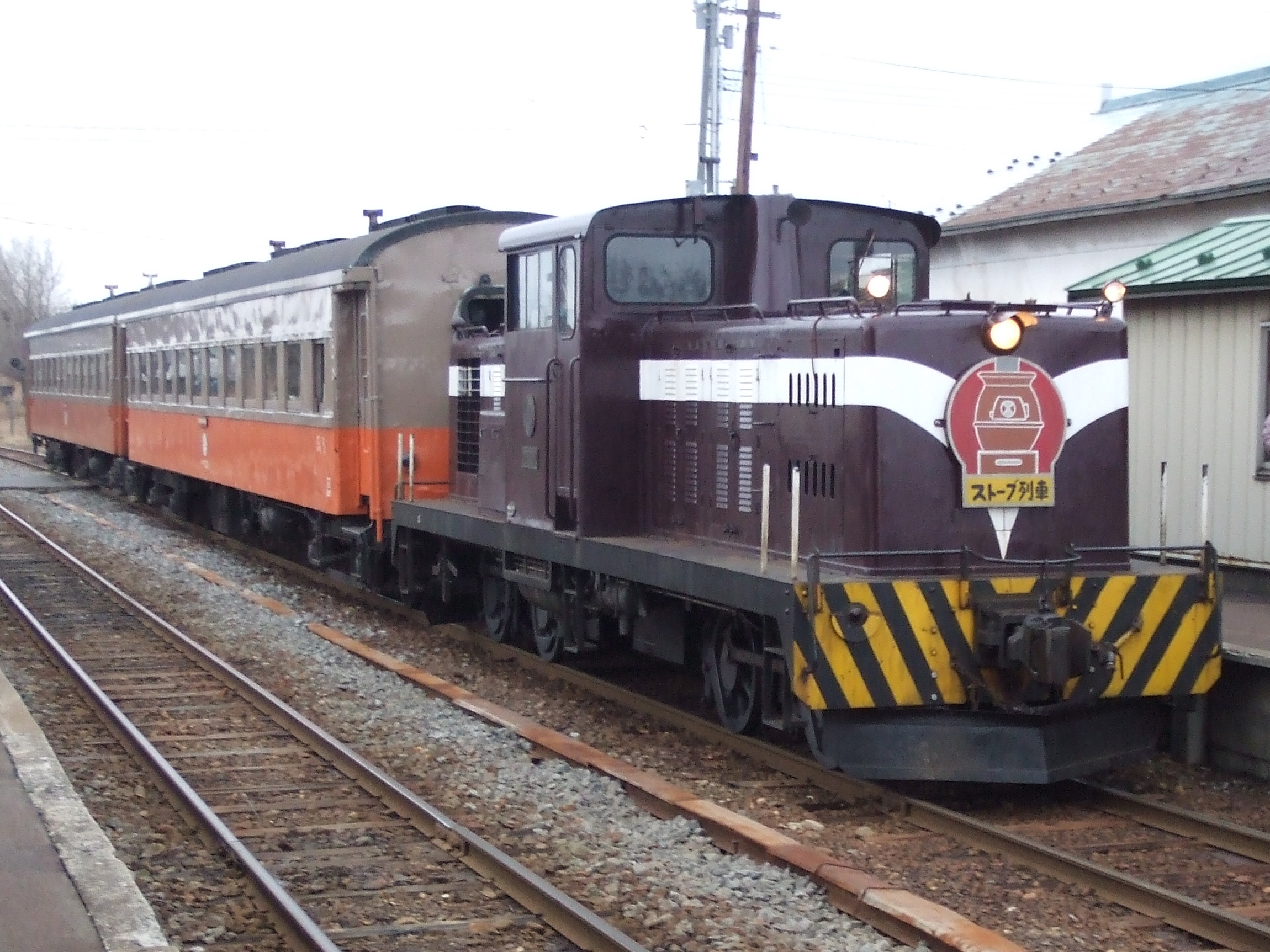
DD350型柴油機車
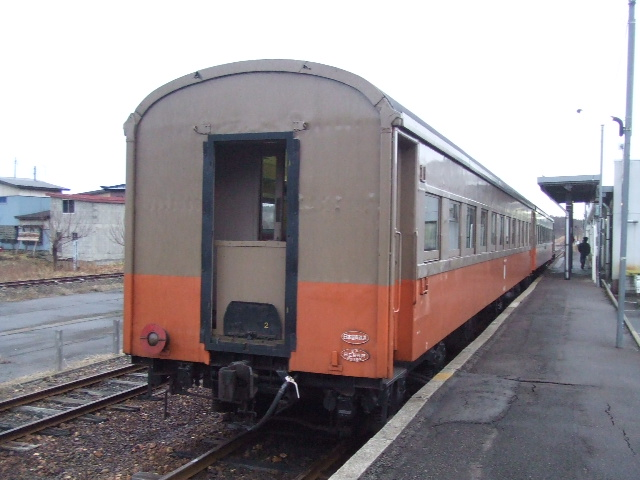
オハ46型客车

内燃动车组
目前津輕鐵道日常运行使用单节新潟鐵工所制造的津輕鐵道津輕21型柴聯車。津轻21型柴聯車的101・102号车于1996年制造。2000年則增加103 - 105号车，目前共有5辆。
内燃机车
暖爐列車采用新潟鐵工所制造的DD350型柴油機車牵引客车的机辆模式运行，津轻铁道DD350型于1957和1959年制造，共有2辆，编号DD351・352，目前DD351因機械故障停用。
其他车辆
暖爐列車的暖爐车厢使用2辆オハ46型客车担当，另外还有一些备用客车和事业用貨車。

### 除役车辆

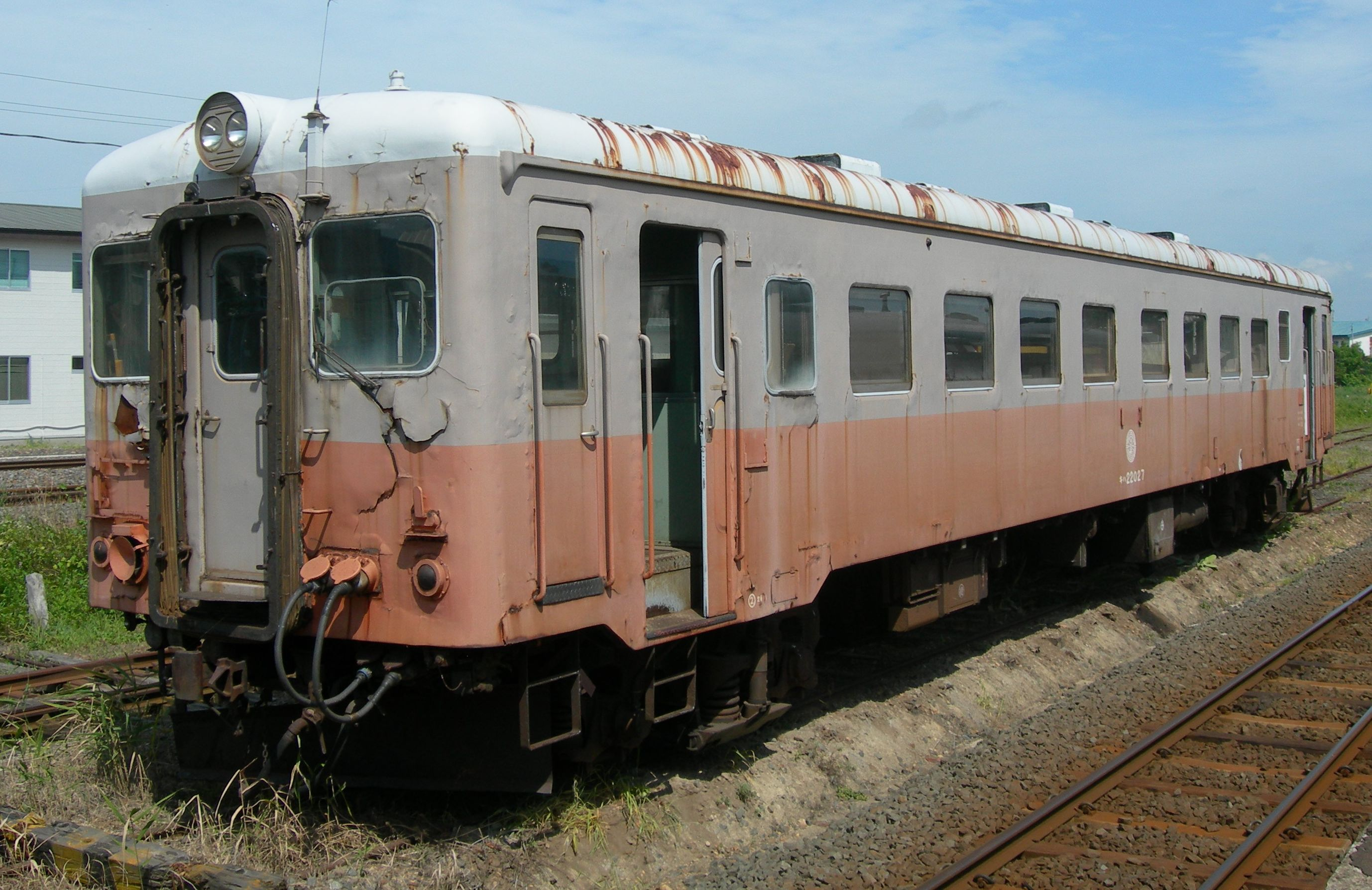
津輕鐵道キハ22型22027号车

内燃动车组
- キハ2400型（日语：国鉄キハ04形気動車）：采用日本国铁キハ04型为原型制造，1950年新潟鐵工所制造引入，1975年废车。[來源請求]
- キハ24000型：24021 - 24024车采用国铁キハ20系20・21型（日语：国鉄キハ20系気動車）为原型，于1962年 - 1967年由新潟鐵工所制造，2000年废车[14]；24025・24026车则是1975年接收的国铁キハ10系11型（日语：国鉄キハ10系気動車）列车，1990年废车。[15]
- キハ22型（日语：国鉄キハ20系気動車）：1989年JR東日本让受车辆，2007年废车。[16]

内燃机车
1952年引入新潟鐵工所制造的2辆DC20型内燃机车，在1961、1964年让渡给东野铁道。